# Tetraphyllum
Tetraphyllum (sin. Tetraphylloides), rod Gesnerijevki smješten u vlastiti podtribusu Tetraphyllinae, dio tribusa Trichosporeae.  Sastoji se od 3 vrste rasprostranjene po Aziji: NE-Indija, Tajland, Mjanmar ili Burma 

## Etimologija
Ime roda Tetraphyllum, dolazi od grčkog τετρα, tetra = četiri, i φυλλον, phyllon = list, aludirajući na upadljiv četverostruki lisni pršljen na vrhu biljke. 

## Opis
Tetraphyllum su kopnene zeljaste trajnice. Broj kromosoma: nepoznat.

## Taksonomija
Phytotaxa objavljuje 2019. da je Tetraphyllum Griff. ex C.B.Clarke (Gesneriaceae) pogrešno zamijenjen s Tetraphylloides Doweld, budući da je Tetraphyllum Hosius & von der Marck smatrao angiospermom, a time i njegovim ranijim homonimom. Time se Tetraphylloides smatra mlađim sinonim za Tetraphyllum, a Tetraphylloidinae Doweld je mlađi sinonim za Tetraphyllinae A. Weber & Mich. 

## Vrste
1. Tetraphyllum bengalense C.B.Clarke
2. Tetraphyllum confertiflorum (Drake) B.L.Burtt
3. Tetraphyllum roseum Stapf